# Chunyaxnic
Chunyaxnic es una localidad del municipio de Dzilam González en el estado de Yucatán, México.

## Toponimia
El nombre (Chunyaxnic) proviene del idioma maya.

## Hechos históricos
- En 1930 cambia su nombre de Chun-Yaxnic a Chunyaxnic. Pasa del municipio de Dzilam González a Dzilam de Bravo.
- En 1940 cambia a Chun-Yaxnic. Regresa a Dzilam González.
- En 1950 cambia a Chunyaxic. Regresa a Dzilam Bravo.
- En 1980 cambia a Chun-Yaxnik. Regresa a Dzilam González.
- En 1990 cambia a Chunyaxnic.

## Demografía
Según el censo de 2005 realizado por el INEGI, la población de la localidad era de 0 habitantes.
| 12                          | 0 | 2 | 3 | 0 | ? | 6 | ? | ? | ? | 0 |
| (Fuente: INEGI [Consultar]) |   |   |   |   |   |   |   |   |   |   |